# Gibbons (Barbados)
Gibbons is een plaats in de parish Christ Church in Barbados.